# Humphrey (Nebraska)
Humphrey è un comune degli Stati Uniti d'America, situato nello Stato del Nebraska, nella contea di Platte.